# Baukó János
Baukó János (Gyula, 1936–) magyar festőművész. 
Demjén Attila (1926–1973) budapesti szabadiskolájának tanítványaként ismerkedett meg a festészettel.
1968-tól a Gorkij Művelődési Központban dekoratőr, figurális festőként dolgozott.
1975-ben képcsarnoki tag lett, megismerkedett Szegvári Károly festőművésszel, akivel együtt alkottak és közös kiállítást rendeztek.
Festészetére a Nagybányai iskola és a francia mesterek hatnak, többek között Pierre-Auguste Renoir, Sysley, Bonnard és Monet. Többször járt tanulmányúton külföldön, művei eljutottak az Egyesült Államokba, Finnországba, Japánba és Németországba. 
2001-től a Zuglói Képző-és Alkotóművészek Társaságának a tagja. 
2002-től a társaság vezető oszlopos tagja. 
2004-ben művészeti tevékenysége elismeréséül megkapta a KASTÁR Alkotói Díját.
Baukó János a tájélményt realista módon örökíti meg figyelemre méltó művészi felkészültséggel. A valóság jelenségeit lírikus vénával átfogalmazó alkotó.